# Chrysopodes collaris
Chrysopodes collaris är en insektsart som först beskrevs av Schneider 1851.  Chrysopodes collaris ingår i släktet Chrysopodes och familjen guldögonsländor. Inga underarter finns listade i Catalogue of Life.